# Peder Andersen (maler)
 For alternative betydninger, se Peder Andersen. (Se også artikler, som begynder med Peder Andersen)
Peder Andersen ( ? – 1694) var en dansk maler.
Andersen kaldes jævnlig i de kongelige regnskaber Peder Normand og var vel således født i Norge. Om hans kunstneriske uddannelse vides intet. Omtrent fra 1680 af sysselsattes han for hoffet, dels som maler, dels som en slags kunstkommissionær: han købte billeder til kongen på Abraham Wuchters' auktion (1683), modtog og ordnede kobberstik og blybilleder, som på den tid i ikke ubetydeligt antal indkøbtes for kongelig regning i Holland af maleren Gelton, osv. Snart efter blev Andersen kongelig hofmaler. Han opholdt sig mest på Frederiksborg og havde værksted der. Af hans arbejder kan nævnes Skattens Mønt, som kom i Den Kongelige Malerisamling, to billeder: Engle med Scepter, Sværd og Rigsæble (1684) i "det nye Gemak" på Frederiksborg, tre billeder (1689) i Slotskirken sammesteds, Fred og Enighed på Jægersborg, et par portrætter, som af gehejmeråd Michael Wibe og af Niels Juel, på Rosenborg, o. a. m. Adskillige af disse billeder er gået til grunde eller kunne ikke mere på vises. I sin malemåde og i hele sin kunstretning står han den hollandske skole nær og har derfor formodentlig været lærling af Carl v. Mander eller Abr. Wuchters. Andersen var Magnus Bergs læremester i malerkunsten; Berg kom i hans værksted på Frederiksborg midt i 1690 og holdt ud hos ham til sin afrejse til Italien eller til sin læremesters omtrent samtidig dermed indtræffende Død, i Forsommeren 1694, skønt Andersen synes at have været en skrap, undertiden endog meget barsk lærer. Andersen og Wilken Riboldt have tegnet kartoner til de af Bernt van der Eichen og hans broder vævede tapeter i Riddersalen på Rosenborg Slot.

## Ekstern henvisning
- Peder Andersen på Kunstindeks Danmark/Weilbachs Kunstnerleksikon